# Brian Johnson (cầu thủ bóng đá, sinh năm 1948)
Brian Joseph Johnson (sinh ngày 29 tháng 10 năm 1948) là một cầu thủ bóng đá người Anh, thi đấu ở vị trí tiền vệ ở Football League cho Tranmere Rovers.